# Felicity Colman
Felicity Colman (née en 1967 en Australie) est une théoricienne féministe australienne des médias et de l'audiovisuel, professeur et doyenne associée à la recherche au London College of Fashion de l'Université des Arts de Londres. Ses spécialités incluent les modalités politiques de la mode, la pratique féministe, le cinéma, la théorie des médias, l’éthique de la technologie et les nouvelles généalogies féministes matérialistes. Elle est également connue pour sa notion de "Digital Feminicity",,,,.

## Éducation
Colman a obtenu sa licence en mode et design textile de l’Université de Sydney, sa licence en langue anglaise et littérature de l’Université du Queensland, sa maîtrise en Art et esthétique de l’Université Monash et son doctorat en Histoire de l'art et philosophie continentale à l'Université de Melbourne.

## Carrière
Elle fut professeure de cinéma et des médias à la Swinburne University of Technology de 1995 à 1999; à l’Université de Melbourne de 1999 à 2008; à l’Université métropolitaine de Manchester de 2009 à 2015, et à l'Université de Kingston à Londres de 2017 à 2019.

## Œuvre
(juin 2020).
Liste non exhaustive de ses ouvrages :
- Colman, F., Bühlmann, V., O’Donnell, A. and van der Tuin, I. (2018). Ethics of Coding: A Report on the Algorithmic Condition [EoC] - Leadership in enabling and industrial technologies – Information and Communication Technologies. Bruxelles: European Commission. 732407, pp.1–54.
- Bühlmann, V, Colman, F., Van der Tuin, I. 2017. Editorial “Introduction to New Materialist Genealogies: New Materialisms, Novel Mentalities, Quantum Literacy” The Minnesota Review. Duke Journal, January, pp. 47-58.
- Colman, F.J. 2017. “Preface [Affectology: On Desiring an Affect of One’s Own]” in Angerer, Marie-Luise. Ecology of affect: intensive milieus and contingent encounters.  Lüneburg: Meson Press: 7-13.
- Colman, F.J. and Stapleton, E. 2016 “Screening Feminisms: Teaching Sex and Gender,” in Teaching with Feminist Politics of Responsibility in Times of Crisis, Beatriz Revelles-Benavente and Ana M. González Ramos (eds.), Londres & New York: Routledge ,pp. 99-116.
- Colman, F.J. 2014. “Digital Feminicity: Predication and Measurement, Informatics and Images” in Artnodes: e-Journal on Art, Science, and Technology. Special issue on New Feminist Materialism (ISSN 1695-5951).
- Colman, Felicity J. 2010. “Affective Self: Feminist Thinking and Feminist actions”. Contemporary French and Francophone Studies: Sites (Volume 14: 5, December): 543-552. Routledge (ISSN 1740-9292).